# Mi camino es amarte
Mi camino es amarte è una telenovela messicana prodotta da Nicandro Díaz González per Televisa e trasmessa su Las Estrellas dal 7 novembre 2022 al 12 marzo 2023. È un remake della telenovela cilena del 2016 El camionero.

## Trama
Guillermo Santos Pérez è un uomo di valori che si guadagna da vivere guidando il suo autoarticolato. Oltre ad essere un uomo amorevole con la sua famiglia, cerca di formare una famiglia con Ursula, una donna a cui ha appena proposto di sposarsi e che ha un passato oscuro.
Quando i suoi progetti di vita andavano per il verso giusto, Olivia, la sua ex fidanzata in punto di morte, gli confessa di avere una figlia, Isabella, e gli chiede di ritrovarla a casa di Daniela Gallardo e Fausto Beltrán, i suoi genitori adottivi: Isabella. Guillermo, desideroso di incontrare Isabella, si reca a casa Beltrán per incontrare sua figlia, dove viene scambiato per la nuova assistente di Daniela, una paesaggista di successo che non è riuscita a realizzare il suo sogno di portare un bambino in grembo.
Nel primo incontro che Guillermo ha con Isabella, sperimenta un legame che risveglia in lui il sentimento che ogni uomo può provare, l'amore di padre e figlia.
Guillermo decide di lavorare con Daniela per essere vicino a Isabella, pur confermando con un test del DNA di essere suo padre. Grazie alla convivenza quotidiana, Guillermo diventa il confidente di Daniela e scopre così la solitudine che lei sperimenta nel suo matrimonio e che la sua unica ragione di vita è Isabella.
Col passare del tempo, Daniela e Guillermo iniziano ad innamorarsi, ma decidono di tenere per sé i loro sentimenti per rispettare gli impegni presi con i loro partner. Entrambi affronteranno un viaggio pieno di ostacoli, con la promessa che un giorno percorreranno le strade dell'amore con Isabella.

## Personaggi
- Daniela Gallardo, interpretata da Susana González
- Guillermo "Memo" Santos Pérez, interpretato da Gabriel Soto
- Fausto Beltrán, interpretato da Mark Tacher
- Karen Zambrano, interpretata da Ximena Herrera
- Úrsula Hernández, interpretata da Sara Corrales
- Amparo Santos, interpretata da Mónika Sánchez
- Humberto Santos, interpretato da Sergio Reynoso
- Eugenio Zambrano, interpretato da Leonardo Daniel
- Aarón Peláez, interpretato da Fabián Robles
- César Ramírez, interpretata da Alfredo Gatica
- Isabella Beltrán, interpretata da Camille Mina
- José María "Chema" Hernández, interpretato da André Sebastián
- Jesusa "Chuchita" Galván, interpretata da Ara Saldívar
- Leonardo Santos, interpretato da Julián Figueroa
- Nélida, interpretata da María Prado
- Berenice, interpretata da Araceli Adame
- Gabriela "Gaby" Hernández, interpretato da Karla Esquivel
- Juan Pablo "Juanpa" Gallardo, interpretato da Rodrigo Brand
- Guadalupe "Lupita" Hernández, interpretata da Diana Haro
- Sebastián Zambrano, interpretato da Carlos Said
- Macario Hernández, interpretato da Alberto Estrella
- Yolanda, interpretata da Gabriela Zamora
- Graciela "Grace", interpretata da Maya Tierrablanca
- Estefanía Maldonado, interpretata da Nicole Curiel
- Lola "La Trailera", interpretata da Rosa Gloria Chagoyán

## Produzione
Nel maggio 2022, è stato riferito che Nicandro Díaz González stava producendo un adattamento della telenovela cilena El camionero e che il casting era iniziato. Il 6 luglio 2022, Gabriel Soto, Susana González, Mark Tacher e Ximena Herrera sono stati annunciati nei ruoli principali, con il titolo provvisorio della telenovela Los caminos del amor. Le riprese della telenovela sono iniziate il 25 luglio 2022. Il 23 agosto 2022, durante una cerimonia di benedizione, Mi camino es amarte è stato annunciato come titolo ufficiale della telenovela. Le riprese si sono concluse nel gennaio 2023.

## Puntate
| Stagione       | Puntate | Prima TV Messico |
| -------------- | ------- | ---------------- |
| Prima stagione | 92      | 2022-2023        |

Episodi di Mi camino es amarte
1. Virgen santísima… ¡tengo una hija!
2. Pecar de inocente
3. Como la sal y la pimienta
4. ¡Se ven fabulosos juntos!
5. ¿Qué te está dando esa mujer?
6. ¡Eres mi esposa!
7. Memo es indispensable para mí
8. Puede contar conmigo siempre
9. ¡Soy una adoptada!
10. Me cansé de ser tu amante
11. ¡Qué noche!
12. Tu peor pesadilla
13. Usted me salvó
14. La sangre llama
15. Nadie toca lo que es mío
16. Apiádate de nuestro dolor
17. Gracias a ti mi hija está viva
18. No puedo olvidar ese beso
19. Estoy empezando a sentir algo por él
20. Esto se pone color de hormiga
21. ¡No vamos a vender!
22. No quiero volverte a ver
23. Me voy a volver loco
24. Lo peor que le pudo pasar a la familia
25. La familia está en juego
26. Vengo a pedirte que regreses
27. El mundo no es un cuento de hadas
28. ¡Memo es el papá de Isabella!
29. Me has estado engañando
30. Quiere quitarnos a nuestra hija
31. Una declaración de guerra
32. Pelea por tu hija
33. Tengo que olvidar mis sentimientos
34. Juntos iniciemos esta batalla
35. En esta vida todo se paga
36. Nunca debí enamorarme de ti
37. Hay que poner tierra entre los dos
38. No me vas a quitar lo que más amo
39. Los declaro marido y mujer
40. La noche de bodas se echó a perder
41. ¡Isabella nunca conocerá a su padre!
42. ¿Estás enamorada de Memo?
43. Quiero conocer a mi otro papá
44. Daniela siempre va a formar parte de mi vida
45. Peligro en el camino
46. Matar dos sapos de una pedrada
47. Me muero sin ella
48. Vas a saber de lo que soy capaz
49. Un amor imposible
50. El momento adecuado
51. Tenemos que contarle la verdad
52. Me siento tan deshonesta
53. Este amor nos hace daño
54. Necesito que lo odie
55. ¡No te vas a llevar a mi hija!
56. Soy tu papá de verdad
57. ¿Por qué me mintieron?
58. "No te voy a querer nunca
59. Yo siempre te amaré
60. ¿Qué clase de monstruo crees que soy?
61. ¿Amigos para siempre?
62. ¡Me dijo papá!
63. Quiero que seamos amigas
64. Tu marido tiene otra mujer
65. Merece justicia
66. Los muertos no hablan
67. ¡Ya nació mi hijo!
68. ¡Ese niño no es mío!
69. ¡Yo no estoy loca!
70. El matrimonio es legítimo
71. ¡No quiero vivir!
72. La verdad siempre sale a la luz
73. Está usted detenida
74. Nuestro matrimonio fue una cárcel
75. No te des por vencida
76. No me acuerdo de nada
77. Ayúdame a recuperar mi vida
78. ¿Por qué me enamoré de ti?
79. ¿Dónde está Martín?
80. Mil veces me volvería a enamorar de ti
81. Muerto el perro se acabó la rabia
82. Se te acabó el camino
83. ¡Mi pierna!
84. Acabas de cavar tu tumba
85. Todo nos está saliendo mal
86. Quiero que seamos una familia feliz
87. ¡Soy una mujer libre!
88. Te amo hasta la muerte
89. Ni la muerte nos podrá separar
90. Yo nunca pude ser feliz
91. El amor nunca termina

## Riconoscimenti
| Anno | Premio           | Categoria                                              | Nominato               | Risultato       |
| ---- | ---------------- | ------------------------------------------------------ | ---------------------- | --------------- |
| 2023 | Premios Juventud | Il mio attore preferito                                | Gabriel Soto           | Vincitore/trice |
| 2023 | Premios Juventud | La mia attrice preferita                               | Susana González        | Candidato/a     |
| 2023 | Produ Awards     | La migliore telenovela                                 | Mi camino es amarte    | Candidato/a     |
| 2023 | Produ Awards     | Miglior produttore di fiction: superserie o telenovela | Nicandro Díaz González | Candidato/a     |